# Galina Zibina
Galina Ivanovna Zibina (rusko Галина Ивановна Зыбина), ruska atletinja, * 22. januar 1931, Leningrad, † 10. avgust 2024, Sankt Peterburg.
Nastopila je na poletnih olimpijskih igrah v letih 1952, 1956, 1960 in 1964, osvojila je vse tri medalje v suvanju krogle, zlato leta 1952. Na evropskih prvenstvih je osvojila zlato in bronasto medaljo v suvanju krogle ter bronasti medalji v metu kopja in diska. Osemkrat zapored je postavila svetovni rekord v suvanju krogle, ki ga je držala med letoma 1952 in 1959.